# Ртутьдизолото
Ртутьдизолото — бинарное неорганическое соединение
золота и ртути
с формулой Au2Hg,
кристаллы.

## Получение
- Сплавление стехиометрических количеств чистых веществ:

{\displaystyle {\mathsf {2Au+Hg\ {\xrightarrow {122^{o}C}}\ Au_{2}Hg}}}

## Физические свойства
Ртутьдизолото образует кристаллы нескольких модификаций:
- гексагональная сингония, пространственная группа P 63/mcm, параметры ячейки a = 0,7019 нм, c = 1,0184 нм, Z = 7,33[4];
- гексагональная сингония, параметры ячейки a = 1,398 нм, c = 1,720 нм[5].

Соединение образуется по перитектической реакции при температуре 122 °C.